# Ut sic
Ut sic es, en filosofía, una locución empleada para precisar el sentido lógico de los términos. Equivale a como tal o en cuanto tal y significa que la cosa de que se habla es considerada genéricamente y no en sentido específico o individual.
Por ejemplo el animal ut sic es el animal en general, o sea tomado de un modo indefinido, no como una especie o un ejemplar de una especie. Cuanto se afirma de él es aplicable solo al concepto abstracto y universal de animalidad.